# Luis Ignacio González Ledezma
Luis Ignacio González Ledezma (México, D. F., México, el 28 de junio de 1980) es un exfutbolista de nacionalidad mexicana, jugaba como mediocampista ofensivo y actualmente está retirado.

## Trayectoria
Nacido en Ciudad de México, debutó con el Club Universidad Nacional, en la Primera División en la victoria de Pumas 2-1 sobre el CF Monterrey. Anotó un gol en la Pre-libertadores 2002 y uno en la Libertadores 2003 con los universitarios.
El "Gonzo" es un jugador que comenzó muy fuerte su carrera, generando grandes expectativas, pero que se fue derrumbando dramáticamente. Surgido de la Cantera del Club Universidad Nacional, destaca por primera vez en la Copa Mundial de Fútbol Juvenil de 1999, donde México hizo un buen papel, eliminando al entonces Campeón Argentina. Su disparo de media distancia se volvió un arma impresionante, y con ellos, comienza muy bien, teniendo un par de grandes torneos con Hugo Sánchez al mando. Sin embargo, cuando se esperaba su despunte comenzó a caer, con algunos problemas para controlar su peso ideal y volviéndose intrascendente en el terreno de juego, dejó de encarar y dejó de disparar.
Era una promesa no solo para la UNAM, sino para el fútbol mexicano.
En Pumas recibió muchas oportunidades, Hugo lo mantuvo en el primer equipo durante varios torneos, sin embargo, Luis Ignacio no alcanzaba a retomar su nivel. Para el Apertura 2005 Pumas ya no pudo sostenerlo más y es transferido al San Luis FC.
Con el San Luis logra el ascenso, pero en Primera División demuestra no tener ritmo para poder ser titular y solo es utilizado de manera intermitente, ya que físicamente nunca logró retomar una velocidad aceptable, sin embargo, logra ser pieza importante, cumpliendo con creces cuando fue requerido para lograr la permanencia en el máximo circuito. Se convierte en un jugador de relevo para partidos específicos. Campeón de Liga con la UNAM en el torneo Clausura 2004 y en el Apertura 2004 con San Luis FC en la Primera A.
En 2008 es transferido al club Petroleros de Salamanca, con quienes estaría hasta 2009, año en el que se retira como jugador profesional.

## Clubes
| Club                      | País                | Año         | Partidos | Goles | Media |
| ------------------------- | ------------------- | ----------- | -------- | ----- | ----- |
| Pumas UNAM                | México              | 1999 - 2004 | 143      | 20    | 0.14  |
| C.D. Guadalajara (Cedido) | México              | 2001        | 9        | 1     | 0.11  |
| San Luis F.C.             | México              | 2004 - 2008 | 83       | 8     | 0.1   |
| Petroleros                | México              | 2008 - 2009 | 27       | 0     | 0     |
| Total en su carrera       | Total en su carrera | 1999 - 2009 | 262      | 29    | 0.11  |

## Estadísticas
| Pumas UNAM · México |               |               |     |    |    |    |    |     |     |    |
| 1ª | 1999          | 2             | 0   | -  | -  | -  | -  | 2   | 0   |    |
| 1ª | 1999-00       | 26            | 7   | -  | -  | -  | -  | 26  | 7   |    |
| 1ª | 2000-01       | 26            | 6   | 3  | 0  | -  | -  | 29  | 7   |    |
| 1ª | 2002          | 21            | 1   | -  | -  | -  | -  | 21  | 1   |    |
| 1ª | 2002-03       | 32            | 2   | 4  | 1  | 11 | 2  | 47  | 5   |    |
| 1ª | 2003-04       | 18            | 1   | -  | -  | -  | -  | 18  | 0   |    |
| Total club | Total club    | 125           | 17  | 7  | 1  | 11 | 2  | 143 | 20  |    |
| C.D. Guadalajara · México |               |               |     |    |    |    |    |     |     |    |
| 1ª | 2001          | 7             | 1   | -  | -  | 2  | 0  | 9   | 1   |    |
| Total club | Total club    | 7             | 1   | -  | -  | 2  | 0  | 9   | 1   |    |
| San Luis F.C. · México |               |               |     |    |    |    |    |     |     |    |
| 2ª |               |               |     |    |    |    |    |     |     |    |
| 2004-05 | 29            | 8             | -   | -  | -  | -  | 29 | 8   |     |    |
| 1ª | 2005-06       | 22            | 0   | -  | -  | -  | -  | 22  | 0   |    |
| 1ª | 2006-07       | 12            | 0   | -  | -  | -  | -  | 12  | 0   |    |
| 1ª | 2007-08       | 16            | 0   | 4  | 0  | -  | -  | 20  | 0   |    |
| Total club | Total club    | 79            | 8   | 4  | 0  | -  | -  | 83  | 8   |    |
| Petroleros de Salamanca · México |               |               |     |    |    |    |    |     |     |    |
| 2ª | 2008-09       | 27            | 0   | -  | -  | -  | -  | 27  | 0   |    |
| Total club | Total club    | 27            | 0   | -  | -  | -  | -  | 27  | 0   |    |
| Total carrera | Total carrera | Total carrera | 238 | 26 | 11 | 1  | 13 | 2   | 262 | 29 |
| (1) Incluye datos de la Pre Pre Libertadores (2000 y 2002) e InterLiga (2008). (2) Incluye datos de la Copa Merconorte (2001), Pre Libertadores (2003) y Copa Libertadores (2003). |               |               |     |    |    |    |    |     |     |    |

## Selección nacional

### Categorías menores
Sub-17
Participó en el Mundial de Egipto de 1997.
| Mundial                        | Sede   | Resultado    |
| ------------------------------ | ------ | ------------ |
| Copa Mundial de Fútbol de 1997 | Egipto | Primera fase |

Sub-20
Participó en la Copa Mundial de Fútbol Juvenil de 1999 celebrada en Nigeria, donde anotó goles a Arabia Saudita y Argentina. Medallista de Oro en los Juegos Panamericanos de Winnipeg 99.
| Mundial                                | Sede    | Resultado        |
| -------------------------------------- | ------- | ---------------- |
| Copa Mundial de Fútbol Juvenil de 1999 | Nigeria | Cuartos de final |

### Absoluta
Participaciones en Copa USA
| Copa          | Sede           | Resultado    |
| ------------- | -------------- | ------------ |
| Copa USA 2000 | Estados Unidos | Tercer lugar |

Partidos internacionales
| # | Fecha                    | Rival          | Sede         | Estadio                   | Resultado | Competición   |
| - | ------------------------ | -------------- | ------------ | ------------------------- | --------- | ------------- |
| 1 | 4 de junio de 2000       | Irlanda        | Nueva Jersey | Robert F. Kennedy Stadium | 2-2       | Copa USA 2000 |
| 2 | 6 de junio de 2000       | Sudáfrica      | Los Ángeles  | Memorial Coliseum         | 4-2       | Copa USA 2000 |
| 3 | 11 de junio de 2000      | Estados Unidos | Los Ángeles  | Memorial Coliseum         | 0-3       | Copa USA 2000 |
| 4 | 20 de septiembre de 2000 | Estados Unidos | Los Ángeles  | Memorial Coliseum         | 0-2       | Amistoso      |

## Palmarés

### Torneos nacionales
| Título                      | Club          | País           | Año  |
| --------------------------- | ------------- | -------------- | ---- |
| Pre Pre Libertadores        | Pumas UNAM    | Estados Unidos | 2002 |
| Torneo Clausura             | Pumas UNAM    | México         | 2004 |
| Torneo Apertura Primera 'A' | San Luis F.C. | México         | 2004 |
| Campeón de Ascenso          | San Luis F.C. | México         | 2005 |

### Torneos internacionales
| Título                      | Club                      | País               | Año  |
| --------------------------- | ------------------------- | ------------------ | ---- |
| Oro en Juegos Panamericanos | Selección Mexicana sub-23 | Canadá             | 1999 |
| Pre Libertadores            | Pumas UNAM                | México y Venezuela | 2003 |